# Mount Pankhurst
Mount Pankhurst ist ein 1712 m hoher und markanter Berg an der Oskar-II.-Küste des Grahamlands auf der Antarktischen Halbinsel. Er ragt nahe dem Kopfende des Mapple-Gletschers auf.
Das UK Antarctic Place-Names Committee benannte ihn 2023 nach dem britischen Geologen Robert John „Bob“ Pankhurst (* 1945), der zu den Erkenntnissen über die erdgeschichtliche Entwicklung und Plattentektonik Antarktikas und Südamerikas maßgeblich beigetragen hatte.